# Al Sadd SC
Al Sadd Sports Club (arabă نادي السد الرياضي) este un club multi-sportiv din Qatar cunoscut pentru echipa de fotbal care evoluează în Qatar Stars League. 

## Palmares
La 27 aprilie 2013, clubul deține 61 de troffe fotbalistice.
Competiții naționale
- Qatar Stars League

Campioană (18): 1971–72, 1973–74, 1978–79, 1979–80, 1980–81, 1986–87, 1987–88, 1989–89, 1999–2000, 2003–04, 2005–06, 2006–07, 2012–13, 2018-19, 2020-21, 2021-22, 2023-24, 2024-25 (Record)
- Cupa Emiratului Qatar

Câștigătoare (13): 1975, 1977, 1982, 1985, 1986, 1988, 1991, 1994, 2000, 2001, 2003, 2005, 2007 (Record)
- Qatar Crown Prince Cup

Câștigătoare (5): 1998, 2003, 2006, 2007, 2008 (Record)
- Sheikh Jassem Cup

Câștigătoare (12): 1978, 1979, 1980, 1982, 1986, 1987, 1989, 1991, 1998, 2000, 2002, 2007 (Record)
- Qatar Reserves League

Câștigătoare (5): 2006–07, 2008–09, 2010–11, 2011–12, 2012–13 (Record)
- QFA Cup

Câștigătoare (7): N/A
- Qatari Stars Cup

Câștigătoare (1): 2010 (Record)
- Qatar Insurance Cup

Câștigătoare (1): 1994
Competiții continentale
- AFC Champions League

Campioană (2): 1989, 2011
Competiții regionale
- Arab Champions League

Câștigătoare (1): 2001
- GCC Champions League

Câștigătoare (1): 1991
- Gulf Air Cup

Câștigătoare (1): 1982
- Joint Tournament

Câștigătoare (1): 2003–04
Competiții internaționale
- Trofeo Santiago Bernabéu

Finalistă : 2013
- FIFA Club World Cup

Bronz (1): 2011

## Recorduri
- Cea mai mare victorie: Al Sadd 21–0 Muaither (2006/07)
- Cea mai lungă serie de victorii: 9 meciuri (2011/12)
- Cea mai mare victorie în competițiile asiatice:  Al Ahli 0–5 Al Sadd (2009/10)
- Cea mai mare înfrângere în competițiile asiatice: Al Sadd 1–4  Najaf (2006/07)

### Individual
Last update: 3 May 2013. Only league matches counted. 
 Note: Early league statistics are largely unknown.
Golgheteri Qatar Stars League

-  Hassan Mattar – 1979, 1981
-  Badr Bilal – 1980
-  Hassan Jowhar – 1988
-  Hussein Amotta – 1998
-  Carlos Tenorio – 2006

| #  | Țara | Nume             | Perioada        | Meciuri |
| -- | ---- | ---------------- | --------------- | ------- |
| 1  |      | Mubarak Anber    | 1975–1987       | 246     |
| 2  |      | Abdulla Koni     | 1996–           | 222     |
| 3  |      | Mohamed Saqr     | 2003–           | 185     |
| 4  |      | Mesaad Al-Hamad  | 2004–           | 144     |
| 5  |      | Talal Al-Bloushi | 2003–           | 142     |
| 6  |      | Khalfan Ibrahim  | 2004–           | 130     |
| 7  |      | Wesam Rizik      | 2004–2009 2010– | 125     |
| 8  |      | Dahi Al Naemi    | 1995–2005       | 124     |
| 9  |      | Ali Afif         | 2004–2012       | 123     |
| 10 |      | Felipe Jorge     | 2005–2010       | 107     |

| #  | Țara | Nume              | Perioada            | Goluri |
| -- | ---- | ----------------- | ------------------- | ------ |
| 1  |      | Carlos Tenorio    | 2003–2009           | 62     |
| 2  |      | Khalfan Ibrahim   | 2004–               | 46     |
| 3  |      | Felipe Jorge      | 2005–2010           | 45     |
| 4  |      | Ali Afif          | 2004–2012           | 33     |
| 5  |      | Abdul Kader Keïta | 2002–2005 2010–2012 | 30     |
| 6  |      | Majed Mohammed    | 2005–2012           | 28     |
| 7  |      | Yusef Ahmed       | 2005–               | 24     |
| =  |      | Emerson Sheik     | 2005–2007 2008–2009 | 24     |
| 9  |      | Leandro           | 2009–               | 23     |
| 10 |      | Hassan Al Haidos  | 2007–               | 20     |

### Sponsori
| Perioada     | Producător echipament | Sponsor  |
| ------------ | --------------------- | -------- |
| 2009–2011    | BURRDA                | Qtel     |
| 2011–present | BURRDA                | Vodafone |

## Jucători notabili
Actualizat: 8 february 2014.
| Jucător          | Naționalitate | Meciuri int. / goluri | Meciuri club / goluri |
| ---------------- | ------------- | --------------------- | --------------------- |
| Mubarak Anber    | Qatar         | 100+ / ?              | 246 / ?               |
| Abdulla Koni     | Qatar         | 38 / 3                | 222 / 13              |
| Mohamed Saqr     | Qatar         | 79 / 0                | 185 / 0               |
| Mesaad Al-Hamad  | Qatar         | 44 / 0                | 149 / 4               |
| Wesam Rizik      | Qatar         | 101 / 9               | 145 / 16              |
| Talal Al-Bloushi | Qatar         | 64 / 4                | 142 / 3               |
| Khalfan Ibrahim  | Qatar         | ? / 17                | 130 / 45              |
| Dahi Al Naemi    | Qatar         | 32 / 3                | 124 / 2               |
| Ali Afif         | Qatar         | 20 / 12               | 123 / 33              |
| Felipe Jorge     | Brazilia      | 7 / 0                 | 107 / 45              |
| Raúl             | Spania        | 102 / 44              | 34 / 10               |

## Antrenori
Last update: June 2012.
| 1969:    | Hamad Al Attiyah | Qatar                         |
| 1969–74: | Said Musa1       | Qatar                         |
| 1974:    | Abdulla Balash   | Sudan · Emiratele Arabe Unite |
| 1974–79: | Hassan Othman    | Sudan · Qatar                 |
| 1979–82: | José Faria       | Brazilia                      |
| 1982:    | Hassan Othman    | Sudan · Qatar                 |
| 1982–83: | Jimmy Meadows    | Anglia                        |
| 1983–84: | Pepe             | Brazilia                      |
| 1984–85: | Hassan Othman    | Sudan · Qatar                 |
| 1985–87: | Procópio Cardoso | Brazilia                      |
| 1987–88: | Ahmed Omar       | Qatar · Liban                 |
| 1988:    | José Carbone     | Brazilia                      |
| 1988–89: | Obeid Jumaa      | Qatar                         |
| 1989:    | José Carbone     | Brazilia                      |
| 1989–90: | Cabralzinho      | Brazilia                      |

| 1990–91: | Cleyton Silas      | Brazilia              |
| 1991–92: | Obeid Jumaa        | Qatar                 |
| 1992–93: | Sebastião Lapola   | Brazilia              |
| 1993–94: | Ahmed Omar         | Qatar · Liban         |
| 1994:    | Flamarion Nunes    | Brazilia              |
| 1994–95: | Džemaludin Mušović | Bosnia și Herțegovina |
| 1995–96: | Sebastião Rocha    | Brazilia              |
| 1996–97: | Abdelkadir Bomir   | Maroc                 |
| 1997:    | Evaristo de Macedo | Brazilia              |
| 1997:    | Zé Mario           | Brazilia              |
| 1997–98: | Rabah Madjer       | Algeria               |
| 1998–99: | Abdelkadir Bomir   | Maroc                 |
| 1999:    | Luiz Gonzaga2      | Brazilia              |
| 1999:    | Evaristo de Macedo | Brazilia              |
| 1999:    | Adnan Dirjal       | Irak                  |

| 1999–00:             | Džemaludin Mušović | Bosnia și Herțegovina |
| Jan 2000 – Oct 2001: | René Meulensteen   | Țările de Jos         |
| Oct 2001 – Oct 2002: | Ilie Balaci        | România               |
| Oct 2002 – May 2004: | Luka Peruzović     | Croația               |
| May 2004 – Oct 2005: | Bora Milutinović   | Serbia · Mexic        |
| Oct 2005 – May 2006: | Mohammed Al Ammari | Qatar                 |
| May 2006 – Aug 2007: | Jorge Fossati      | Uruguay               |
| Aug 2007 – Jan 2008: | Co Adriaanse       | Țările de Jos         |
| Feb 2008 – Jun 2008: | Hassan Hormutallah | Maroc                 |
| Jun 2008 – Nov 2008: | Émerson Leão       | Brazilia              |
| Nov 2008 – Jun 2009: | Džemaludin Mušović | Bosnia și Herțegovina |
| Jun 2009 – Dec 2010: | Cosmin Olăroiu     | România               |
| Dec 2010 – May 2012: | Jorge Fossati      | Uruguay               |
| Jun 2012 – present:  | Hussein Amotta     | Maroc                 |

Notes
- Note 1 denotes player–manager role.
- Note 2 denotes caretaker role.